# Slow Dancing in a Burning Room
"Slow Dancing in a Burning Room" là ca khúc của ca sĩ John Mayer nằm trong album phòng thu thứ 3 mang tên Continuum (2006). Cho dù chưa từng trở thành đĩa đơn hay ca khúc quảng bá cho album, "Slow Dancing in a Burning Room" lại nổi tiếng qua các buổi trình diễn trực tiếp và được công nhận rộng rãi là một trong những sáng tác xuất sắc nhất của Mayer.
Tạp chí Stereogum từng đánh giá ca khúc "chặt chẽ với những nốt guitar kiểu Clapton", trong khi Crypticrock miêu tả giai điệu "được dẫn dắt bởi cảm xúc với những phần solo guitar ngột ngạt và u ám, minh họa chính xác một mối quan hệ đang đến hồi kết". The Daily Evergreen cho rằng "Slow Dancing in a Burning Room" là siêu phẩm của Continuum với phần solo guitar tuyệt hảo.
"Slow Dancing in a Burning Room" được tạp chí Billboard bình chọn là sáng tác xuất sắc nhất của Mayer, đứng thứ tư trong danh sách của Blues Rock Review và đứng thứ hai trong danh sách của Marie Claire. "Slow Dancing in a Burning Room" thậm chí còn được chứng nhận Bạch kim tại Mỹ, Bạc tại Anh và Vàng tại Đan Mạch dù chưa từng phát hành đĩa đơn. Ấn bản phòng thu cũng từng lọt vào top 10 trên hệ thống phát thanh của Indonesia.
Mayer cũng cho phát hành một ấn bản acoustic của ca khúc này trong EP The Village Sessions, ngoài ra có một bản thu âm trực tiếp trong album Where the Light Is: John Mayer Live in Los Angeles. Trên kênh Youtube chính thức của mình, Mayer lựa chọn phần trình diễn trong chương trình Live on Letterman. Năm 2021, nữ ca sĩ Hàn Quốc Rosé đã hát lại ca khúc này và được chính Mayer bình luận "tuyệt đẹp".